# 线叶蔓茎蝇子草
线叶蔓茎蝇子草（学名：Silene repens var. sinensis）为石竹科蝇子草属下的一个变种。

## 扩展阅读
- 維基物種上的相關：线叶蔓茎蝇子草